# 霍岱珊
霍岱珊，中国河南省沈丘县人，“淮河水系环境科学研究中心”（简称“淮河卫士”）的创办者，2007年度“绿色中国年度人物”，十几年来一直致力于揭露和防治淮河流域水污染。